# Асимптоматска бактериурија
Асимптоматска бактериурија (АБ) је присуство једне или више бактеријских врстa, у броју од ≥105 бактеријских колонија/ml, које се изолују из мокраће која је узоркована на одговарајући начин, без обзира на присуство леукоцитурије, а у одсуству симптома и знакова инфекције мокраћних путева (ИМП). Јавља се у 3-7% жена између 16-65 година а само у 0,1% мушкараца. Учесталост асимптоматске бактериурије се повећава са старењем, а посебно у мушкараца после 65 година. 
Значај асимптоматске бактериурије и је од значаја за лечење, које се разликују  у зависности од тога да ли је она откривена код болесника са нормалним мокраћним системом или код оних који имају било коју удружену  болест или стање.

## Опште информације
Иако се по дефиницији асимптоматска бактериурија односи на пацијенте који немају симптоме и знаке инфекције мокраћних путева, у клиничкој пракси није увек лако проценити да ли код одређених особа постоје или не постоје симптоми инфекције мокраћних путева. Код неких, посебно старијих болесника, није неуобичајено да се дијагноза инфекције мокраћних путева поставља када имају асимптоматску бактериурију и погоршање општег стања са неспецифичним симптомима (погоршање менталног стања и/или стања свести, адинамија, губитак апетита и др.) јер ова стања врло често могу бити изазвана другим разлозима или погоршањем тока основне болести, а не инфекцијом мокраћних путева. Код таквих пацијената требало би  трагати за другим могућим узроцима пре него што се оваква стања припишу инфекцији мокраћних путева и започне лечење антибиотицима.

## Епидемиологија
АБ је релативно честа код здравих жена и одраслих особа које имају тешкоће са мокрењем.
Учесталост асимптоматске бактериурије која  је релативно честа код здравих жена и одраслих особа које имају тешкоће са мокрењем, разликује се у различитим популацијама у зависности од:
- пола и година старости,
- присуства придружених болести (шећерна болест, повреде кичмене мождине, уролошке компликације, присуство мокраћног катетера),
- социјалних услова (боравак у домовима за немоћна и старија лица, односно у смештајним установама).[1]

Учесталост асимптоматске бактериурије се код здравих жена повећава са годинама, а удружена је и са сексуалном активношћу. Код младих жена асимптоматска бактериурија је обично пролазна и ретко траје више од неколико недеља.
Према истраживањима Америчког удружењa за инфективне болести, учесталост асимптоматске бактериурије  детаљније је приказана на доњој табели:
| Групе                                            | Групе                                            | Преваленца (у %) |
| ------------------------------------------------ | ------------------------------------------------ | ---------------- |
| Здраве жене у пременопаузи                       | Здраве жене у пременопаузи                       | 1,0 до 5,0       |
| Труднице                                         | Труднице                                         | 1,9 до 9,5       |
| Жене у постменопаузи (50 до 70 година старостиe) | Жене у постменопаузи (50 до 70 година старостиe) | 2,8 до 8,6       |
| Особе са дијабетесом                             | Жене                                             | 9,.0 до 27,0     |
| Особе са дијабетесом                             | Мушкарци                                         | 0,7 до 1,0       |
| Старији људи који живе у заједници               | Жене (старије од 70 година)                      | >15,0            |
| Старији људи који живе у заједници               | Мушкарци                                         | 3,6 до 19,0      |
| Старији корисници дуготрајне неге                | Жене                                             | 25,0 до 50,0     |
| Старији корисници дуготрајне неге                | Men                                              | 15,0 до 40,0     |
| Особе са лезијом кичмене мождине                 | Повремени катетер                                | 23,0 до 89,0     |
| Особе са лезијом кичмене мождине                 | Сфинктеротомија и кондом катетер                 | 57,0             |
| Особе на хемодијализи                            | Особе на хемодијализи                            | 28,0             |
| Особе са сталним уринарним катетером             | Краткотрајно                                     | 9,0 до 23,0      |
| Особе са сталним уринарним катетером             | Дуготрајно                                       | 100              |

## Етиологија
Узрочници асимптоматске бактериурије су слични онима који изазивају симптоматске инфекције мокраћних путева, мада одређене карактеристике болесника и придружене болести, као и карактеристике самог узрочника, утичу на врсту узрочника асимптоматске бактериурије. Најчешћи узрочник асимптоматске бактериурије је Escherichia coli, затим следе друге бактерије као што су Enterobacteriaceae, Pseudomonas aeruginosa, Enterococcus species и бактерије из групе B Streptococcus-а. Код мушкараца који имају АБ често се изолују бактерије из групе Enterococcus-а, као и друге Грам-негативне бактерије. Особе у геријатријским установама које имају мокрачне катетере и асимптоматска бактериурија често имају полимикробне узрочнике.
Да осим особина и стања домаћина, одређене карактеристике микроорганизама могу допринети да се колонизација бактерија у мокрачном тракту испољава као асимптоматска бактериурија показали су неки сојеви  Escherichia coli, изоловани код болесника са асимптоматском бактериуријом са променама у фимбријама које им смањују степен везивања за епител мокрачне бешике. Такође, и неки сојеви  Escherichia coli, који се изолују из мокраће код болесника са оштећењем кичмене мождине и са асимптоматском бактериуријом имају мању вирулентност и да изазивају мањи степен хемаглутинације и хемолизе еритроцита in vitro у односу на сојеве који изазивају симптоматску мокраћну инфекцију. Претпоставља  се овакви микроорганизми могу испољавати  и „уропротективно” дејство, с обзиром на то да компетитивно спречавају инфекцију са инванзивнијим уропатогеним микроорганизмима.

## Клиничка слика
Већина пацијената са асимптоматском бактериуријом никада неће развити симптоме и знаке  инфекције мокрачћних канала и често неће имати штетне последице од асимптоматске бактериурије.

## Дијагноза
Дијагноза АБ поставља се на основу анамнезе, историје болести, физичког прегледа и лабораториских и имиџинг тестова.
Поуздана дијагноза асимптоматске бактериурије једино се се поставља уринокултуром. Квантитативна вредност (праг) броја бактерија у мокраћи важан је дијагностички показатељ за разликовање батериурије која је пореклом из мокраћне бешике од контаминације мокраћног канала. Број бактерија који дефинише бактериурију разликује се у односу на то да ли се ради о узорку мокраче који је добијен на уобичајени начин (свежи узорак средњег млаза мокраће при спонтаном мокрењу) од узорка који је добијен преко мокраћног катетера.
Прихватљив је или правилно сакупљен чист узорак или катетеризовани узорак. Америчко друштво за инфективне болести (ИДСА) утврдило је следече критеријуме за дијагностиковање асимптоматске бактериурије.
Узорак чистог урина средњег тока:
- За жене, два узастопна узорка са изолацијом исте врсте бактерија са најмање 100.000 јединица које формирају колоније (ЦФУ) по мл урина.
- За мушкарце, један узорак са изолацијом једне врсте бактерија са најмање 100.000 ЦФУ по мл урина.

Катетеризовани узорак:
- За жене или мушкарце, један узорак са изолацијом једне врсте бактерија са најмање 100 ЦФУ по мл урина.

Мерна трака за леукоцитну естеразу ће поуздано идентификовати пиурију, али није специфичан за асимптоматску бактериурију. (Пиурија може бити резултат других инфламаторних поремећаја генитоуринарног тракта.) 
Уринарна трака за нитрите је такође од ограничене употребне  фредности због инфекције организмима који не производе нитрите, кашњења између прикупљања и тестирања узорка и недовољног времена од последњег пражњење да се нитрити производе на нивоима који се могу детектовати. 
Комбинација траке за мерење леукоцитне естеразе и нитрита је специфичнија за асимптоматску бактериурију него било који тест који се изводи самостално. 
Анализа мокраће са микроскопским прегледом на бактерије је користан, али не квантитативан начин за идентификацију бактериурије.  
Труднице треба прегледати на асимптоматску бактериурију уз уринокултуру. Оптимално време и учесталост скрининга уринокултуре у трудноћи нису утврђени, али се препоручује узимање скрининг уринокултуре на крају првог триместра трудноће.  
Осим у трудноћи, постоји неколико индикација за скрининг на асимптоматску бактериурију. Два могућа клиничка сценарија у којима би скрининг уринокултура могао бити прикладн укључује пацијенте који се подвргавају уролошким процедурама у којима се очекује крварење слузокоже, као што је ресекција простате, и пацијенте који су у прва три месеца након трансплантације бубрега.

## Диференцијална дијагноза
Диференцијалнодијагностички код АБ требало би имати у виду следеће болести и стања:
- Акутни пијелонефритис
- Рак бешике
- Инфекција хламидијама (хламидијом изазване генитоуринарне инфекције)
- Циститис (небактеријски)
- Херпес симплекс
- Интерстицијски циститис
- Запаљенска болест карлице
- Бубрежни и периренални апсцес
- Уретритис
- Вагинитис

## Терапија
Како већина пацијената са асимптоматском бактериуријом неће развити симптоме инфекције мокраћних путева и неће имати штетне последице, тако да, деца, пацијенти са дијабетесом, старији пацијенти, пацијенти са повредама кичмене мождине и пацијенти са сталним уринарним катетерима неће имати користи од терапије антибиотицима за асимптоматску бактериурију. Лечење код ових пацијената не смањује учесталост симптоматских инфекција мокраћних путева нити побољшава преживљавање. Међутим, повећава вероватноћу нежељених ефеката антибиотика и умножавање и неконтролисани раст бактерија отпорних на антибиотике.
Насупрот томе, показало се да је лечење трудница са асимптоматском бактериуријом корисно. Антимикробно лечење асимптоматске бактериурије у трудноћи смањује ризик од пијелонефритиса, одојчади мале телесне тежине и превременог порођаја. 
Пацијенте који су подвргнути уролошким процедурама у којима се очекује крварење слузокоже, као што је ресекција простате, и пацијенти који су у прва три месеца након трансплантације бубрега вероватно треба лечити. Постоје докази да лечење асимптоматске бактериурије код ових пацијената смањује ризик од симптоматске инфекције мокраћних путева.    
Лечење треба водити према резултатима уринокултуре и осетљивости патогена на одређени антибиотик. Амоксицилин,  цефуроксим, цефалексин и нитрофурантоин се сматрају безбедним за употребу у трудноћи.
Лечење трудница требало би да траје од 3 до 7 дана, а за то време гтребало би уради најмање једну контролну уринокултуру. 

## Компликације
Непотребн употреба антибиотске терапије код оних са повредама кичмене мождине који имају високу стопу симптоматских инфекција мокраћних путева повећава ризик од уропатогена који су отпорни на лекове, што често отежава и компликује касније лечење инфекције мокраћних путева код ових болесника.